# Chironiinae
Chironiinae es una subtribu de plantas con flores perteneciente a la familia de las gentianáceas. El género tipo es: Chironia L.

## Géneros
- Bilamista Raf. = Eustoma Salisb.
- Bisgoeppertia Kuntze
- Blackstonia Huds.
- Centaurium Hill
- Chironia L.
- Chlora Adans. = Blackstonia Huds.
- Cicendia Adans.
- Erythraea Borkh. = Centaurium Hill
- Eustoma Salisb.
- Exaculum Caruel
- Geniostemon Engelm. & A. Gray
- Goeppertia Griseb. = Bisgoeppertia Kuntze
- Gyrandra Griseb. ~ Centaurium Hill
- Ixanthus Griseb.
- Lapithea Griseb. = Sabatia Adans.
- Microcala Hoffmanns. & Link = Cicendia Adans.
- Orphium E. Mey.
- Sabatia Adans.
- Schenkia Griseb. ~ Centaurium Hill
- Zeltnera G. Mans. ~ Centaurium Hill
- Zygostigma Griseb.